# Braun Strowman
Adam Scherr (Sherrils Ford, Sjeverna Karolina, SAD, 6. rujna 1983.) američki je profesionalni hrvač, glumac i bodybuilder koji trenutno ima potpisan ugovor s WWE-om, gdje nastupa za WWE Raw pod imenom Braun Strowman. Pobjednik je Money in The Bank meča s ljestvama (engl.: ladder match) 2018. godine i The Greatest Royal Rumblea, dvaput je bio tag team prvak (jedanput s Nicholasom i jedanput sa Sethom Rollinsom). Teži 150 kg i visok je 203 cm. Drži rekord za najviše eliminacija u Elimination Chamberu, rekordnih 5. Debitirao je za The Wyatt Family noseći masku crne ovce. 2016. promijenio je imidž i postao čudovište među ljudima (engl.: Monster Among Men).

## Rani život
Adam Scherr rođen je 6. rujna 1983. u Sherrils Fordu u Sjevernoj Karolini. Otac Rick Scherr bio je igrač softballa. Scherr ima mlađu sestru po imenu Hannah. Kako je odrastao, provodio je vrijeme u Arkansasu i Tennesseeju. Kao tinejdžer pohađao je srednju školu Bandy, gdje se natjecao u nogometnu i hrvao u ekipama. Jako je narastao: u prvom razredu imao je 1,73 m, a do studija je bio visok 1,96 m. Nakon što je diplomirao 2001., prestao je raditi do 2003. godine kada je upisao koledž. Sljedeće četiri godine proveo je igrajući nogomet poluprofesionalno za Hickory Hornets, a primanja je popunjavao radeći i kao vratar i mehaničar. Scherr je sudjelovao na izviđačkom kombinatu NFL-a 2007. godine, ali na kraju se nije pokazao profesionalnim. Krajem 2000-ih počeo se natjecati u amaterskim jakim natjecanjima. 

## Profesionalna hrvačka karijera

### Trening (2013–2015)
Scherr je potpisao ugovor s profesionalnom hrvačkom promocijom WWE početkom 2013. godine i dodijeljen mu je WWE Performance Center u Orlandu na Floridi gdje je usvojio nadimak Braun Strowman (uz prvo ime koje spominje Milwaukee Brewers, lijevi borac Ryan Braun).  2014. godine nastupio je kao jedan od Rosebudsova Adama Rosea u njegovu triku Exotic Express. Svoj profesionalni hrvački debi imao je na NXT događaju uživo u Jacksonvilleu na Floridi 19. prosinca 2014., pobijedivši Chada Gablea. Dana, 2. lipnja 2015. Strowman se pojavio na Main Eventu boreći se u mračnom meču, gdje je pobijedio neidentificiranog hrvača. 

## Vanjske poveznice
|  | Zajednički poslužitelj ima još gradiva o temi Braun Strowman |